# BRF2
BRF2 (англ. BRF2, RNA polymerase III transcription initiation factor subunit) – білок, який кодується однойменним геном, розташованим у людей на короткому плечі 8-ї хромосоми. Довжина поліпептидного ланцюга білка становить 419 амінокислот, а молекулярна маса — 46 533.
| 10         |  | 20         |  | 30         |  | 40         |  | 50         |
| ---------- |  | ---------- |  | ---------- |  | ---------- |  | ---------- |
| MPGRGRCPDC |  | GSTELVEDSH |  | YSQSQLVCSD |  | CGCVVTEGVL |  | TTTFSDEGNL |
| REVTYSRSTG |  | ENEQVSRSQQ |  | RGLRRVRDLC |  | RVLQLPPTFE |  | DTAVAYYQQA |
| YRHSGIRAAR |  | LQKKEVLVGC |  | CVLITCRQHN |  | WPLTMGAICT |  | LLYADLDVFS |
| STYMQIVKLL |  | GLDVPSLCLA |  | ELVKTYCSSF |  | KLFQASPSVP |  | AKYVEDKEKM |
| LSRTMQLVEL |  | ANETWLVTGR |  | HPLPVITAAT |  | FLAWQSLQPA |  | DRLSCSLARF |
| CKLANVDLPY |  | PASSRLQELL |  | AVLLRMAEQL |  | AWLRVLRLDK |  | RSVVKHIGDL |
| LQHRQSLVRS |  | AFRDGTAEVE |  | TREKEPPGWG |  | QGQGEGEVGN |  | NSLGLPQGKR |
| PASPALLLPP |  | CMLKSPKRIC |  | PVPPVSTVTG |  | DENISDSEIE |  | QYLRTPQEVR |
| DFQRAQAARQ |  | AATSVPNPP  |  |            |  |            |  |            |

A: Аланін

C: Цистеїн

D: Аспарагінова кислота

E: Глутамінова кислота

F: Фенілаланін

G: Гліцин

H: Гістидин

I: Ізолейцин

K: Лізин

L: Лейцин

M: Метіонін

N: Аспарагін

P: Пролін

Q: Глутамін

R: Аргінін

S: Серин

T: Треонін

V: Валін

W: Триптофан

Кодований геном білок за функціями належить до активаторів, фосфопротеїнів. 
Задіяний у таких біологічних процесах, як відповідь на стрес, транскрипція, регуляція транскрипції, альтернативний сплайсинг. 
Білок має сайт для зв'язування з іонами металів, іоном цинку. 
Локалізований у ядрі.